# K.u.k. FB 3
Die Dampflokomotive k.u.k. FB 3 war eine Schmalspur-Tenderlokomotive der k.u.k. Feldbahn.
Diese kleine Lokomotive mit 700 mm Spurweite wurde von der Lokomotivfabrik Floridsdorf 1902 als Probelokomotive für die Heeresfeldbahnen gefertigt.
Die Vierzylinder-Verbundwirkungslokomotive war ihrem Aufbau nach eine Mallet-Lokomotive.
Diese Konstruktion war wohl im Sinne der guten Bogenläufigkeit in engen Bogenradien gewählt worden, ihr Fahrgestell wurde aber für Kriegszwecke als zu kompliziert eingestuft, sodass es zu keiner Nachbestellung kam.
Die Maschine wurde 1906 bis 1907 an Orenstein & Koppel vermietet.
1922 ist sie am Feldbahn-Übungsgelände Korneuburg als reparaturbedürftig gelistet.
Danach verliert sich ihre Spur.